# Dzieciaki z klasą
Dzieciaki z klasą − polski teleturniej oparty na brytyjskim formacie Britain’s Brainiest (dokładniej: jego odmianie z udziałem nastolatków – Britain’s Brainest Kid) emitowany w latach 2004−2005 na antenie telewizji TVN. Jego prowadzącą była Martyna Wojciechowska. Uczniowie klas piątych i szóstych szkoły podstawowej brali udział w konkursie, w którym odpowiadali na pytania z zakresu wiedzy ogólnej i wybranych dziedzin.

## Zasady gry

### Reguły odcinka
Do gry przystępuje dwanaście uczestników w wieku 11–12 lat. Rozgrywka podzielona jest na trzy rundy. 
Runda pierwsza
W pierwszej rundzie wszyscy uczestnicy odpowiadają jednocześnie (za pomocą przycisków) na dwanaście pytań z wiedzy ogólnej. Każdemu pytaniu towarzyszą cztery możliwe warianty odpowiedzi, spośród których tylko jeden jest prawidłowy, a czas na zaznaczenie odpowiedzi wynosi pięć sekund od momentu, w którym prowadząca skończy czytać pytanie i warianty. Sześciu graczy z największą liczbą poprawnych odpowiedzi przechodzi do drugiego etapu, pozostali kończą grę.
Runda druga
O kolejności startowej w rundzie drugiej decyduje dodatkowa minirunda nazwana łamacz kodów.
Runda druga podzielona jest na dwie kolejki; w jednej kolejce każdy gracz odpowiada indywidualnie na pytania z jednej dziedziny wiedzy, którą wybiera spośród propozycji wyświetlanych na tablicy (na początku rundy: dwunastu). Następnie stara się odpowiedzieć poprawnie na jak największą liczbę pytań w ciągu 45 sekund. Trzy osoby z największą liczbą poprawnych odpowiedzi awansują do trzeciej rundy, pozostali kończą grę.
Remis uniemożliwiający wyłonienie dokładnie trzech finalistów odcinka rozstrzyga się dodatkową minirundą o nazwie łączenie w pary.
Runda trzecia
O kolejności startowej w rundzie trzeciej decyduje dodatkowa minirunda nazwana łamacz kodów. 
Runda trzecia rozpoczyna się od wyświetlenia tablicy z 36 ponumerowanymi polami, pod którymi kryje się 21 pytań z wiedzy ogólnej oraz trzy zestawy pięciu pytań z wybranej przez każdego z finalistów dziedziny wiedzy (nazywanej specjalizacją). Uczestnicy dostają 10 sekund na zapamiętanie rozłożenia pól; po tym czasie informacje te znikają. Uczestnicy wybierają kolejno po jednym pytaniu, wskazując numer pola. Jeśli wybiorą pytanie z wiedzy ogólnej i udzielą na nie poprawnej odpowiedzi – otrzymują jeden punkt, jeśli wybiorą pytanie z własnej specjalizacji i odpowiedzą na nie poprawnie – otrzymują dwa punkty, jeśli zaś wybiorą pytanie należące do specjalizacji przeciwnika, to za poprawną odpowiedź otrzymują trzy punkty. Gdy każdy uczestnik odpowie na pięć pytań, runda dobiega końca, a gracz z największą liczbą punktów zostaje zwycięzcą odcinka.
Łamacz kodów
Na ekranie pojawia się tablica z dziesięcioma polami oznaczonymi cyframi 1–9 i 0, wzorowana na klawiaturze telefonów komórkowych z wczesnych lat dwutysięcznych (np. cyfrze 1 odpowiadają litery a, ą oraz b, a cyfrze 9: u, v, w oraz x). Prowadząca czyta podpowiedź do hasła, które należy odgadnąć w jak najkrótszym czasie. Dodatkową podpowiedzią jest kod, w którym każda litera została zamieniona na odpowiadającą jej cyfrę (np. widząc podpowiedź zabawa, radość i kod 9119, zawodnik musi jak najszybciej odgadnąć, że poszukiwanym hasłem jest słowo ubaw).
Łączenie w pary
Na tablicy pojawiają się dwa zestawy po cztery słowa, które można połączyć w logiczny sposób w cztery pary (np. nazwy wulkanów i nazwy państw, które należy dopasować). Celem gracza jest wykonanie zadania w jak najkrótszym czasie.

### Nagrody
Zwycięzca odcinka otrzymuje pamiątkową statuetkę oraz awansuje do finału serii (w finale pierwszej edycji do dziesięciorga zwycięzców dołączyło dwóch finalistów, ale nie zwycięzców, odcinka z najwyższą liczbą zdobytych punktów).
Nagrodą główną za zwycięstwo w finałowym odcinku pierwszej edycji programu były wycieczka zagraniczna dla rodziny zwycięzcy oraz sprzęt multimedialny dla szkoły zwycięzcy.

## Emisja programu
Na podstawie archiwalnych ramówek telewizyjnych.
| Edycja           | Edycja | Odcinki    | Sezon       | Początek emisji | Koniec emisji   | Pora emisji        |
| ---------------- | ------ | ---------- | ----------- | --------------- | --------------- | ------------------ |
|                  | 1.     | 1–11 (11)  | wiosna 2004 | 29 marca 2004   | 7 czerwca 2004  | poniedziałek 20.40 |
|                  | 2.     | 12–24 (13) | wiosna 2005 | 6 marca 2005    | 27 marca 2005   | niedziela 20.00    |
| 10 kwietnia 2005 | 2.     | 12–24 (13) | wiosna 2005 | 5 czerwca 2005  | niedziela 20.35 |                    |

Ze względu na śmierć Jana Pawła II tymczasowo wstrzymano emisję programu (nie nadano go 3 kwietnia 2005 roku). 
Zmiana godziny emisji drugiej serii miała związek z zamianą teleturnieju miejscami w ramówce z programem „Najsztub pyta”.

## Zwycięzcy poszczególnych odcinków
Edycja pierwsza:
1. Joanna Kordacka,
2. Jacek Grzeszak,
3. Maciej Porębski,
4. Mateusz Barański,
5. Katarzyna Florkowska,
6. Maciej Zieliński,
7. Adam Chudziak,
8. Emil Derda,
9. Marcin Makijewski,
10. Dominik Dyczek,
11. Adam Chudziak (zwycięzca edycji).

Edycja druga:
1. Tomasz Worotnicki[4],
2. Marta Osińska,
3. Wojciech Krzemiński,
4. Mateusz Grabara,
5. Maciej Czerniecki,
6. Teodor Jerzak,
7. Karolina Wiśniowska,
8. Mateusz Kusio,
9. Szymon Liszka,
10. Mateusz Siekierski,
11. Szymon Rzepka,
12. Monika Majkowska,
13. Mateusz Kusio (zwycięzca edycji).